# Nicolai von Bentheim
Nicolai von Bentheim (* 4. Juli 1960 in Berlin; † 2. Dezember 2001 ebenda) war ein deutscher Schauspieler.

## Leben
Nicolai von Bentheim wurde 1960 in Berlin geboren.
Im Jahr 1970 hatte Bentheim in dem Film Das kann doch unsren Willi nicht erschüttern erstmals eine Rolle inne.
Er war Sohn von Alexander von Bentheim und Bruder von Irina von Bentheim. Er starb im Alter von 41 Jahren an einem Hirntumor.

## Filmografie
- 1970: Das kann doch unsren Willi nicht erschüttern
- 1977: Die drei Klumberger (Fernsehserie, 2 Folgen)